# Técnico de Operación de Líneas Automáticas

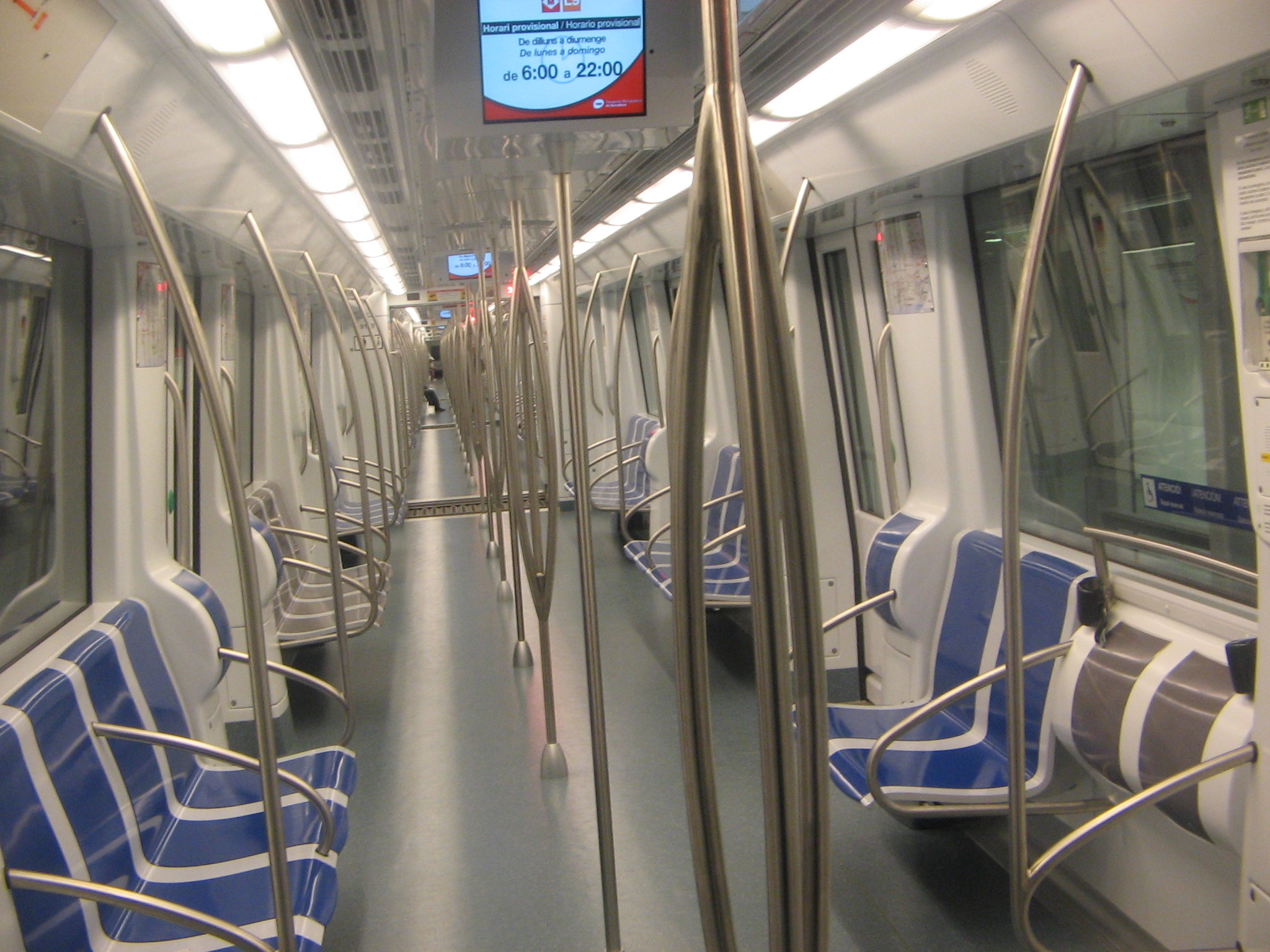
Interior de un tren automático (línea 9 del metro de Barcelona) donde tiene presencia un TOLA.

Técnico de Operación de Líneas Automáticas (TOLA) es el nombre que reciben los técnicos destinados a las líneas de metro automáticas (Automatic Train Operation). Aunque funcionan sin conductor, las líneas automáticas disponen de un técnico que tiene tres funciones principales: la atención al cliente, la recuperación del servicio ferroviario en caso de avería y el control del estado del servicio se esté o no de itinerante.
En España, únicamente existen en Barcelona, donde tienen presencia en las líneas L9, L10 y L11 del metro de Barcelona.
En Guadalajara México, la línea 3 del sistema de tren eléctrico urbano SITEUR también lo utiliza